# Zeeman op de uitkijk
Zeeman op de uitkijk is een oorlogsmonument geplaatst in Amsterdam-Oost.
Het monument is door Pieter Starreveld in 1949/1950 gemaakt in opdracht van de Stoomvaart-Maatschappij Nederland (SMN). Deze maatschappij bestelde een beeld ter nagedachtenis van de 321 zeelieden van de SMN, die tijdens de Tweede Wereldoorlog omkwamen. Het Java-eiland was voor SMN de plaats waar de schepen naar Nederlands-Indië vertrokken en aankwamen. Voor de herdachte slachtoffers was er door hun voortijdige dood geen terugreis. De SMN herdacht niet alleen slachtoffers gevallen op zee, maar ook hen die overleden in concentratiekampen of als gevolg van daden van verzet. Starreveld kwam met een twaalf meter hoog uit steen gebouwen beeld (hoogte inclusief sokkel) van een zeeman gekleed in oliejas en zuidwester op, die uitkijkt over de haven richting Noordzeekanaal. De namen van de slachtoffers zijn te lezen onder aan het voetstuk. Het beeld werd op 4 mei 1950 onthuld door drie oorlogsweduwen in bijzijn van personeel van SMN (die het beeld bekostigden) en nabestaanden. De SMN had via telegrafie ervoor gezorgd dat na de onthulling de gehele vloot en alle kantoren voor twee minuten stil kwamen te liggen.     
In 1969 vertrok de SMN naar de Vlothaven en nam het beeld mee. In 1988 werd het opnieuw herplaatst op initiatief van oud-medewerkers; het belandde bij het Station Amsterdam Centraal aan de De Ruijterkade. Toen begin 21e eeuw het Java-eiland grotendeels gesaneerd, heringedeeld en opnieuw bebouwd was werd het beeld opnieuw op de westelijke punt van het schiereiland neergezet. De nieuwe onthulling vond op 4 mei 2003 plaats; er werd een plaquette aan toegevoegd met haar geschiedenis. 
Pieter Starreveld had voor de plaatsing in 1950 problemen achter de rug met zijn Bevrijdingsmonument te Schiedam.
Het beeld had enige tijd de bijnaam Joop Hoorn, naar een bootsman van de SMN, die op de Javakade heeft gewoond. In 2020 kwam men door plaatselijk onderzoek van Gus Maussen erachter dat er gedurende die oorlog minstens 600 SMN-slachtoffers te betreuren waren. De plaquettes bleken alleen de Nederlandse slachtoffers te vermelden en niet slachtoffers uit Nederlands-Indië, Engels-Indische matrozen etc. De onderzoeker drong erop aan dat ook zij vermeld zouden moeten worden, maar in 2022 is dat nog niet het geval. 

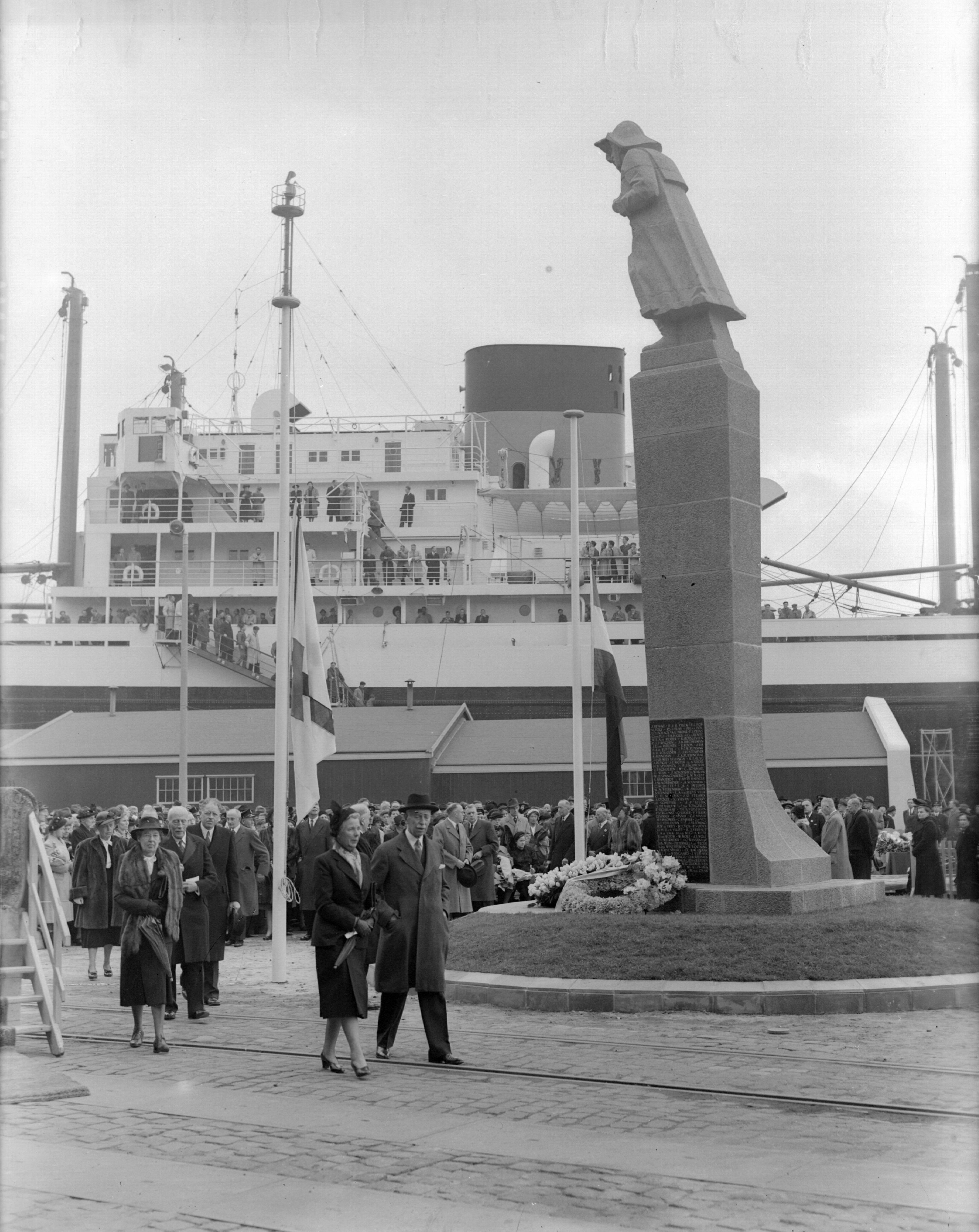
Onthulling in 1950
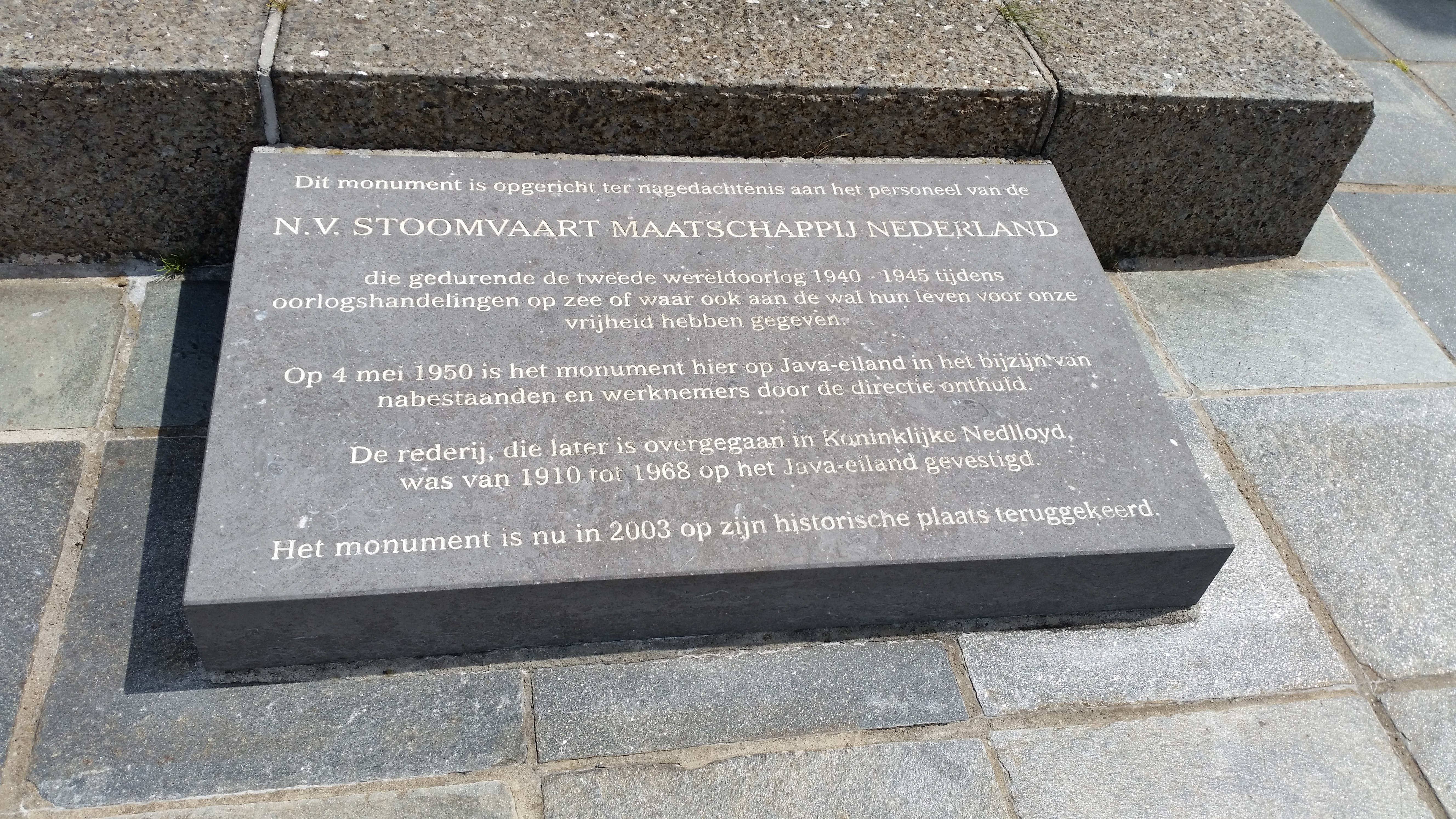
Plaquette (juli 2019)